# ماكسيم كوفالينكو
ماكسيم كوفالينكو (بالأوكرانية: Коваленко Максим Олександрович)‏ هو لاعب كرة قدم أوكراني، ولد في 30 مايو 2002 في خاركيف في أوكرانيا.

## وصلات خارجية
- ماكسيم كوفالينكو على موقع قاعدة بيانات كرة القدم.إي يو (الإنجليزية)
- ماكسيم كوفالينكو على موقع Soccerway.com (الإنجليزية)